# Clausicella aurantiaca
Clausicella aurantiaca là một loài ruồi trong họ Tachinidae.